# Salbris
Salbris is een gemeente in het Franse departement Loir-et-Cher (regio Centre-Val de Loire). De plaats maakt deel uit van het arrondissement Romorantin-Lanthenay. De plaats ligt in de landstreek Sologne. Salbris telde op 1 januari 2022 4.880 inwoners.

## Geschiedenis
Tijdens het ancien régime was Salbris een kleine heerlijkheid die afhing van de kastelein van Ferté-Imbault. In 1847 opende het treinstation van Salbris op de spoorlijn van Parijs naar Toulouse. Nadien ontstonden er industrie en nieuwe woonwijken in Salbris.

## Geografie
De oppervlakte van Salbris bedroeg op 1 januari 2022 106,61 vierkante kilometer; de bevolkingsdichtheid was toen 45,8 inwoners per km².
De onderstaande kaart toont de ligging van Salbris met de belangrijkste infrastructuur en aangrenzende gemeenten.

## Verkeer en vervoer
In de gemeente ligt spoorwegstation Salbris.

## Demografie
Onderstaande figuur toont het verloop van het inwonertal (bron: INSEE-tellingen).

## Geboren
- François Beaugendre (1880-1936), wielrenner